# Valentin Rebegea
Valentin Rebegea (ur. 15 maja 1971) – rumuński zapaśnik walczący w stylu klasycznym. Dwukrotny olimpijczyk. Szósty w Barcelonie 1992 i dwunasty w Atlancie 1996. Startował w kategorii 52 kg.
Czwarty na mistrzostwach świata w 1991 i czternasty w 1994. Szósty na mistrzostwach Europy w 1994. Trzeci na mistrzostwach Europy juniorów w 1987 roku.
- Turniej w Barcelonie 1992

Pokonał Kubańczyka Raula Martineza, Serge Roberta z Francji i Fina Ismo Kamesaki. Przegrał z Min Gyeong-gapem z Korei Południowej, Alfredem Ter-Mykyrtczianem z WNP i Bratanem Cenowem z Bułgarii.
- Turniej w Atlancie 1996

Zwyciężył Shamsiddina Xudoyberdiyeva z Uzbekistanu i przegrał z Dariuszem Jabłoński i Andrijem Kałasznykowem z Ukrainy.